# Сімона Змрзла
Сімона Змрзла (чеськ. Simona Zmrzlá, нар. 25 липня 1989, Брно, Чехія) — чеська актриса.

## Життя
Закінчила брненську гімназію ім. Кржіжковського з мистецьким профілем, а потім у 2012 році вивчала драматичну акторську майстерність на театральному факультеті Академії виконавських мистецтв ім. Яначека в Брно. Вона є учасницею ансамблю брненського театру Husa na provázku, також виступала як гостьова актриса в Національному театрі Брно. Співає в акторській музичній групі «Метеор» з Праги. Її першою великою кінороллю стала головна жіноча роль Катинки Коларової у фільмі Водяник у 2018 році.

## Фільмографія

### Фільми
| Рік  | Назва                    | Роль             | Режисер          | Примітка                |
| ---- | ------------------------ | ---------------- | ---------------- | ----------------------- |
| 2008 | Kuličky                  | Іржина           | Ольга Дабровська | Новела: «Мамин ангелик» |
| 2010 | PIKO                     | Зузана           | Томаш Ржегоржек  |                         |
| 2018 | Водяник                  | Катинка Коларова | Ондржей Гавелка  |                         |
| 2020 | Princezna zakletá v čase | Муріен           | Петр Кубік       |                         |

### Телебачення
| Рік       | Назва               | Роль                | Режисер                     | Примітка               |
| --------- | ------------------- | ------------------- | --------------------------- | ---------------------- |
| 2014      | Clona               | Іріс                | Томаш Ржегоржек             |                        |
| 2015      | Labyrint            | Пацієнтка в лікарні | Їржі Страх                  | 1 епізод               |
| 2015      | Лікар Мартін        | Луціє               | Петр Заградка               | Епізод: «Ароматерапія» |
| 2017      | Četníci z Luhačovic | Ярка Ліха           | Бісер Аріхтев, Петер Беб'як | 3 епізоди              |
| 2019      | Rapl                | Пілюлька            | Ян Пахл                     | Епізод: «Cvokhaus»     |
| 2022–2023 | Odznak Vysočina     | Катерина Влчкова    |                             | Головна роль           |